# 双塘街道
双塘街道是中国江苏省南京市秦淮区管辖的一个街道办事处，位于南京的城南地区，北面是秦淮区朝天宫街道，南面是中华门街道，西为城墙，东为夫子庙街道。面积2.47平方千米，人口85692人。下辖19个社区：金沙井社区、弓箭坊社区、颜料坊社区、玉带园社区、胭脂巷社区、渡船口社区、西关头社区、来凤街社区、五福街社区、金粟庵社区、太平苑社区、实辉巷社区、糖坊廊社区、饮马巷社区、磨盘街社区、荷花塘社区、高岗里社区、花露岗社区、凤游寺社区。